# Mi voz renacerá
Mi Voz Renacerá es el segundo álbum de Celeste Carballo, lanzado en 1983 por Interdisc.
Luego del éxito de "Me vuelvo cada día más loca", Celeste edita “Mi Voz Renacerá”, un álbum quizás de perfil más bajo que el de su debut, pero que logra superarlo ampliamente en calidad creativa e interpretativa. 
Se trata de un trabajo totalmente vanguardista, que se aleja bastante del rock tradicional e incursiona en los terrenos del blues y varias fusiones con la música tradicional latinoamericana. 
Algunas canciones del disco tuvieron un adelanto en los conciertos que realizó Celeste en el Estadio Obras Sanitarias el 5 y 6 de agosto de 1983. Cantó algunas canciones del Mi voz Renacerá alternando con su primer álbum 
Me vuelvo cada día más loca. Técnicamente Celeste fue la tercera mujer en llenar un Obras, luego de Sandra Mihanovich en 1982 y Marilina Ross en 1983.

## Lista de temas
1. Mi Voz Renacerá. (Lucio Mazaira/Celeste Carballo)
2. A Dónde Van? (Horacio Fontova)
3. Artesana de la Vida. (Ana Pahn/Celeste Carballo)
4. Maya. (Oscar Mangione)
5. La Piara (Los Cerditos). (Celeste Carballo)
6. Ahora me Quedo más Tranquila. (Celeste Carballo)
7. Grito Gigante. (Celeste Carballo)
8. El Dueño del Cielo Azul. (Claudia Sinesi)
9. Con la misma Sangre. (Celeste Carballo)
10. Confiamos en los Demás. (Celeste Carballo)

## Músicos
- Celeste Carballo: guitarra acústica y voz
- Paul Dourge: bajo y bajo acústico
- Lucio Mazaira: batería y percusión
- Tweety González: Yamaha Grand Piano, Piano Rodhes, Piano Acústico, Piano
- Lito Epumer: guitarra, guitarra acústica

## Músicos invitados
- León Gieco: armónica en “Mi voz renacerá”.
- (Horacio Larumbe): Órgano Hammond en "Maya"
- Nacha Roldán: voz en “Grito gigante”.
- Julio Urruty: guitarra en “Grito gigante”.
- Domingo Cura: percusión
- Oveja Negra: arreglo de voces y voces en “Mi voz renacerá”.
- Rouge (María Gabriela Epumer, Claudia Sinesi y Andrea Alvarez): coros en “El dueño del cielo azul”.
- Oscar Cardozo Ocampo: arreglos de cuerdas y dirección musical en “El dueño del cielo azul”.
- Eduardo Criscuolo: arreglos de vientos en “La piara (Los cerditos)”.